# 5704 Schumacher
5704 Schumacher este o planetă minoră (asteroid), cu un diametru de 23,597 km, din centura de asteroizi. A fost descoperită pe 17 februarie 1950 la Observatorul Königstuhl de Karl Wilhelm Reinmuth și a fost numită după Heinrich Christian Schumacher⁠(d). 
Obiectul prezintă o orbită caracterizată de o semiaxă mare de 3,2189278 UAi, o excentricitate de 0,1126931, o înclinație de 11,59033 ° în raport cu ecliptica.